# Euphorbia brunellii
Euphorbia brunellii är en törelväxtart som beskrevs av Emilio Chiovenda. Euphorbia brunellii ingår i släktet törlar, och familjen törelväxter. Inga underarter finns listade i Catalogue of Life.